# John Alcott
John Alcott (Londres, 1931 - Cannes, 28 de julho de 1986) foi um diretor de fotografia britânico. Venceu o Oscar de melhor fotografia na edição de 1976 por Barry Lyndon.